# Fortes nas colinas do Rajastão
Os Fortes nas Colinas do Rajastão são um grupo de fortes, localizados no Rajastão, Índia, principalmente nas montanhas Aravalli, construídos entre os Séculos V e XVIII.
Entre eles temos os palácios de Udaipur, Bikaner, Dungarpur, Bundi, Kota, Jaisalmer e os Fortes Mehrangarh, Chittorgarh, Kumbhalgarh, a fortaleza de Ranthambore, Gagron, Jaigarh e Amer.

## Galeria

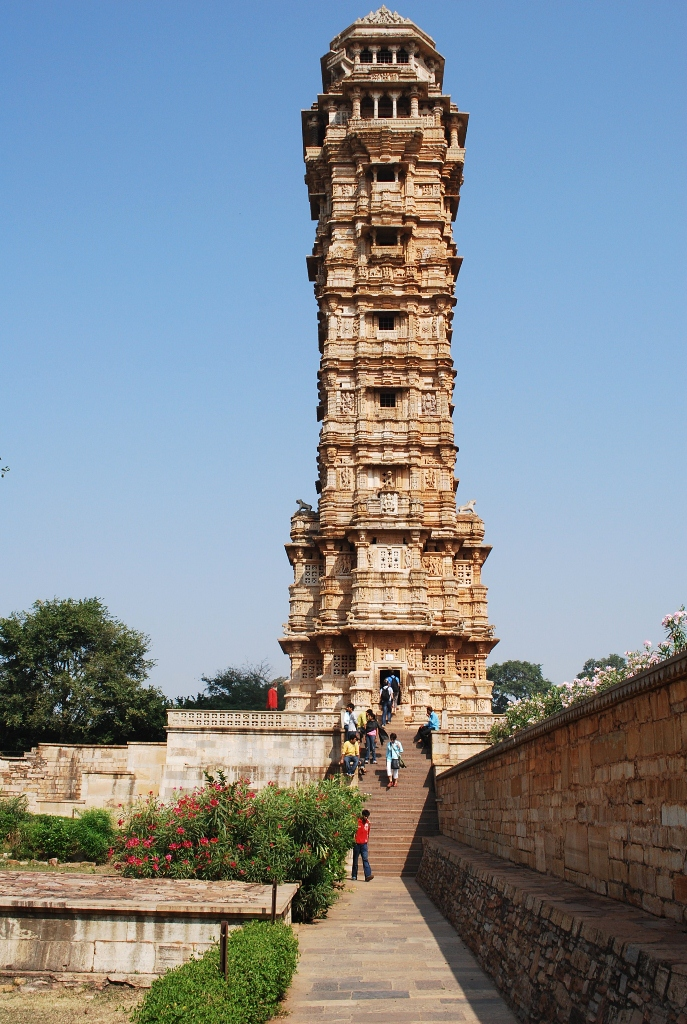
Vijay Sthambh
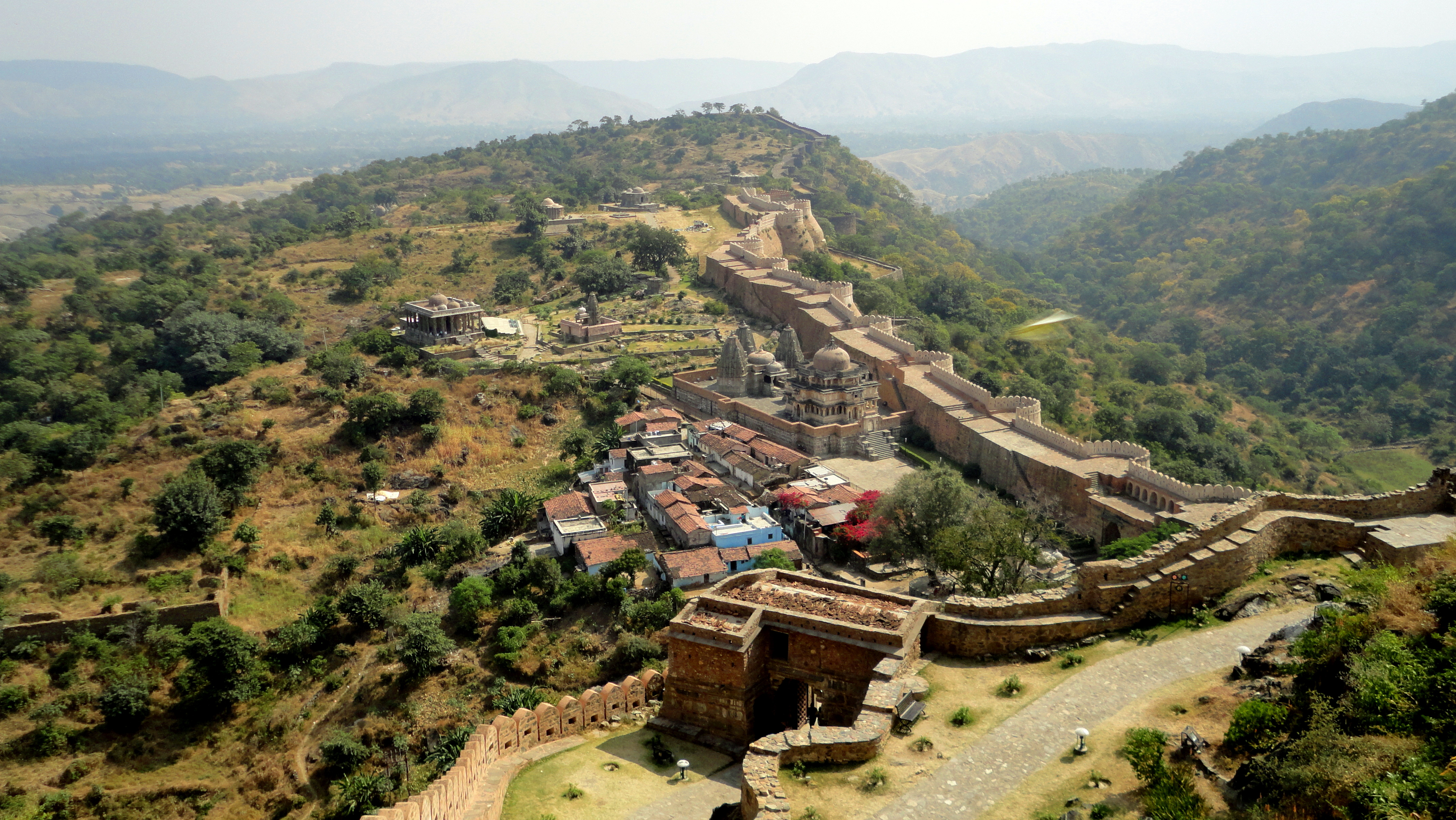
Vista aérea de Kumbhalgarh
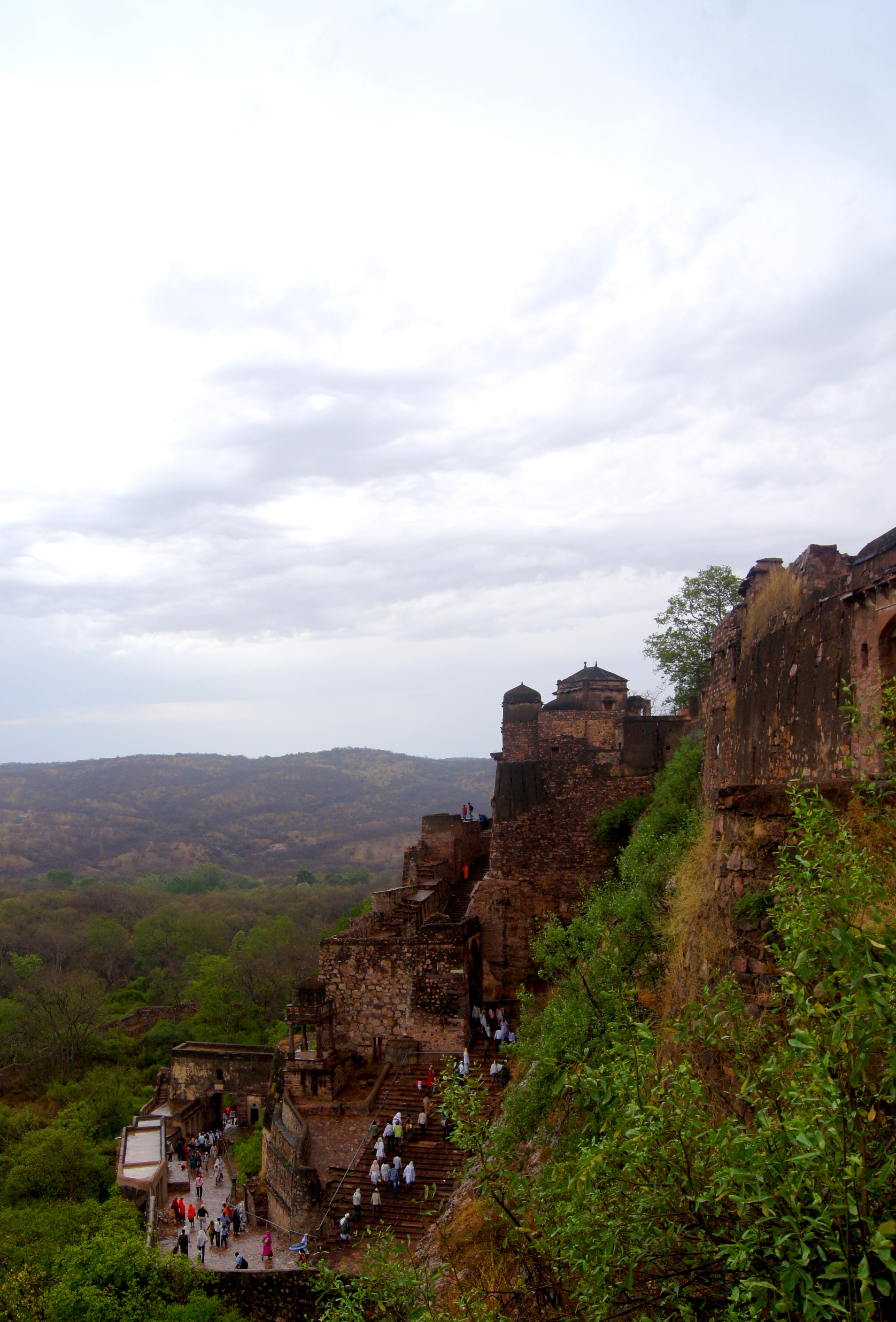
Forte Ranthambhore
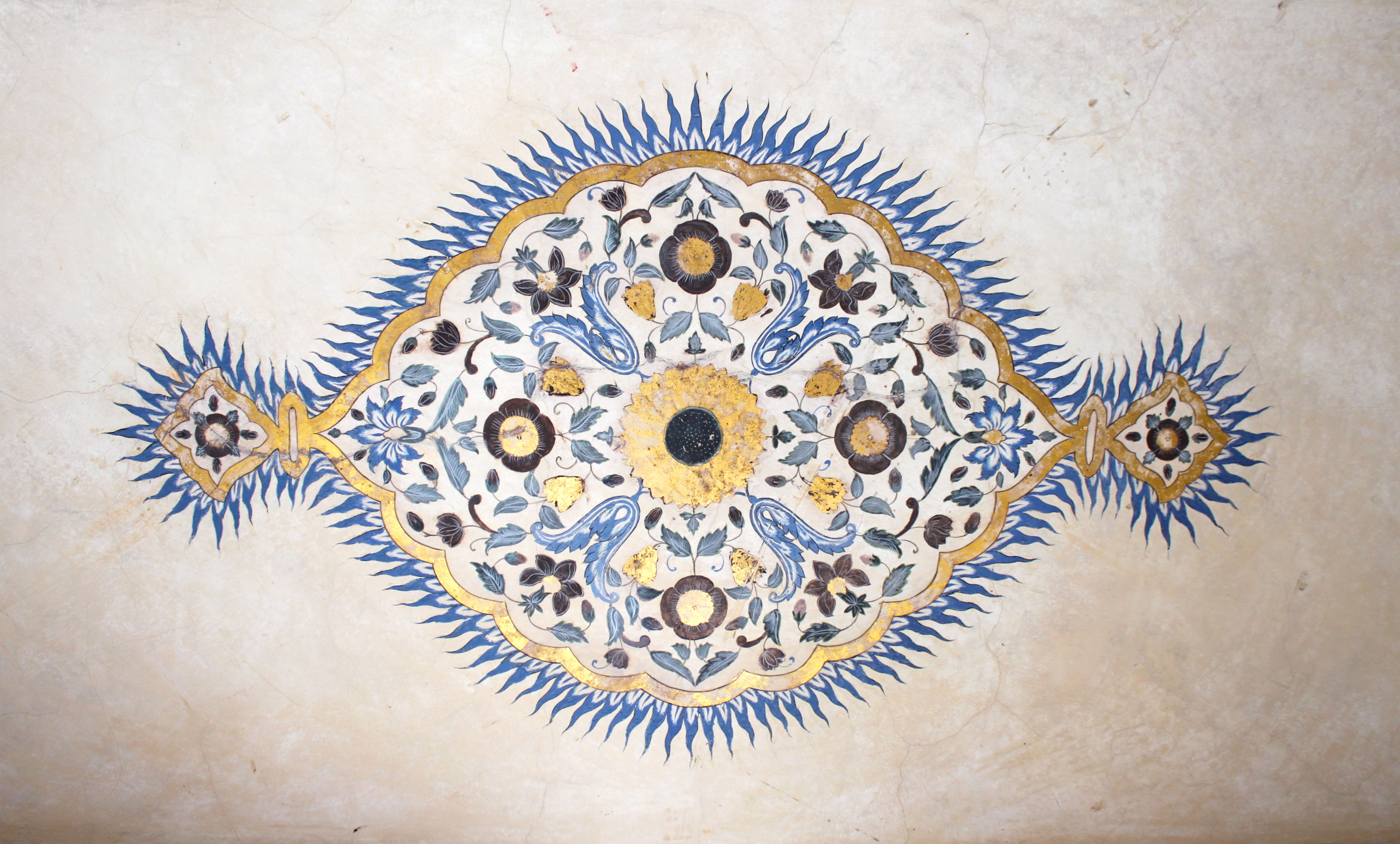
Pintura no Forte Amer
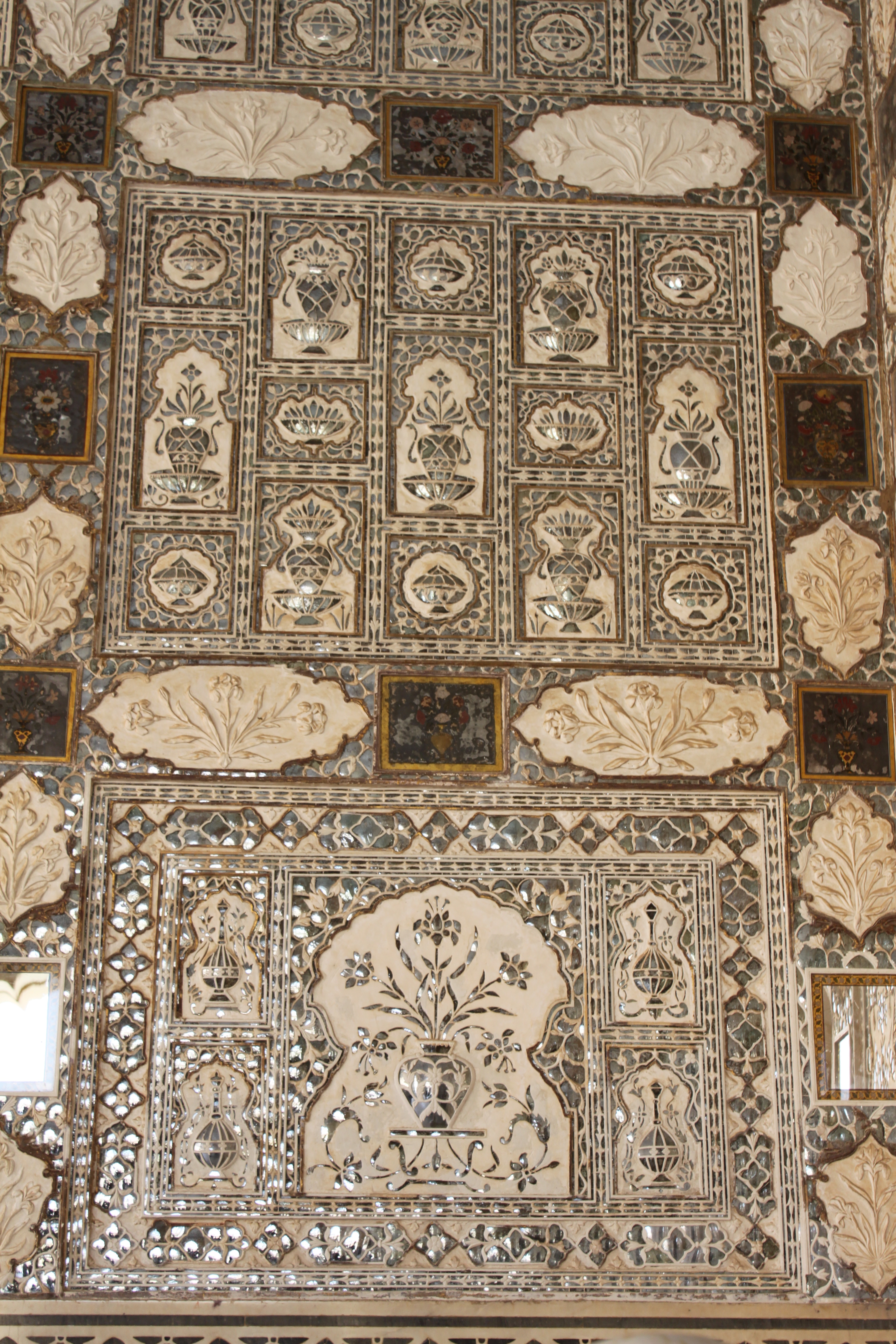
Detalhes do Palácio dos Espelhos no Forte Amer
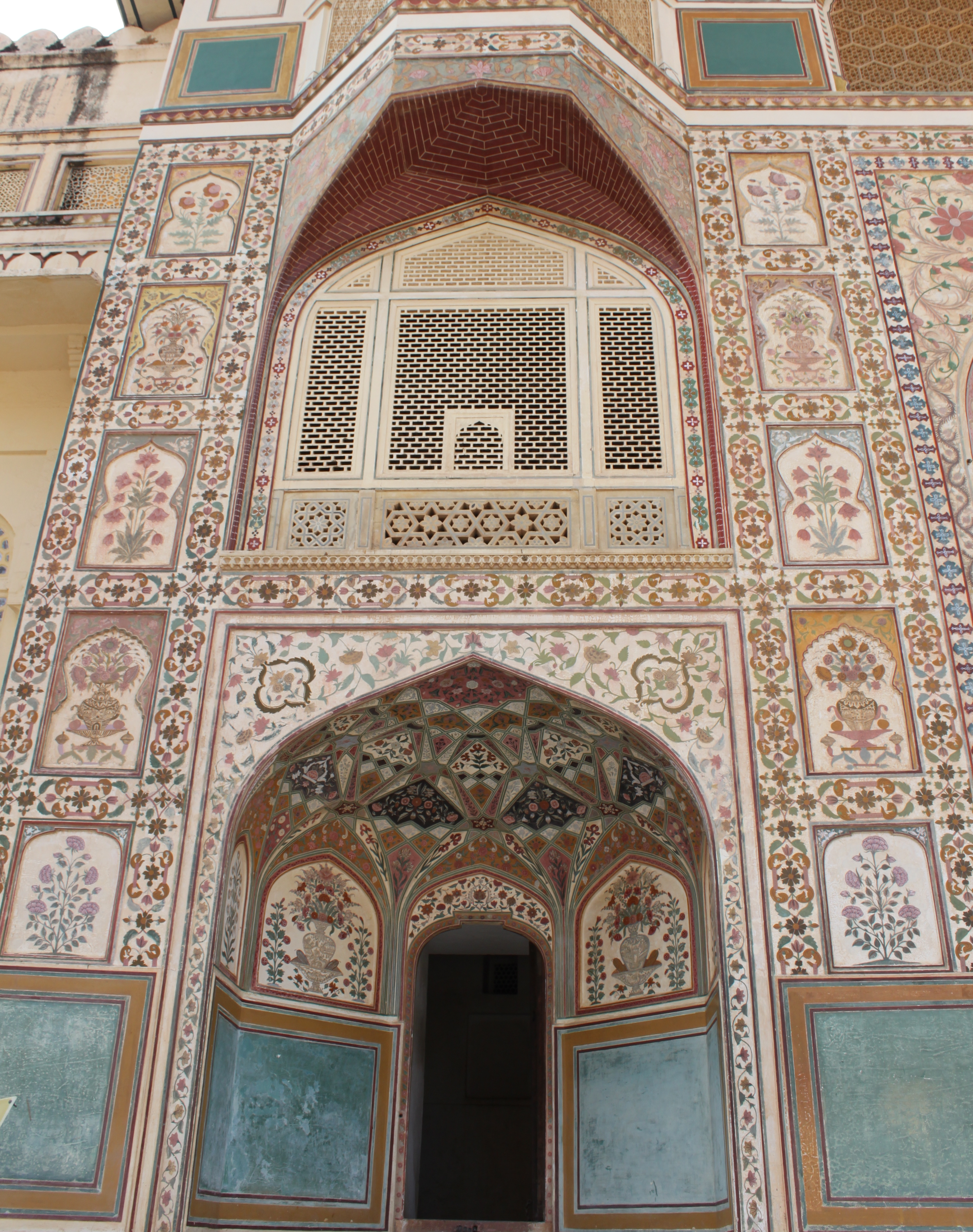
Painel de Ganesh no Forte Amer
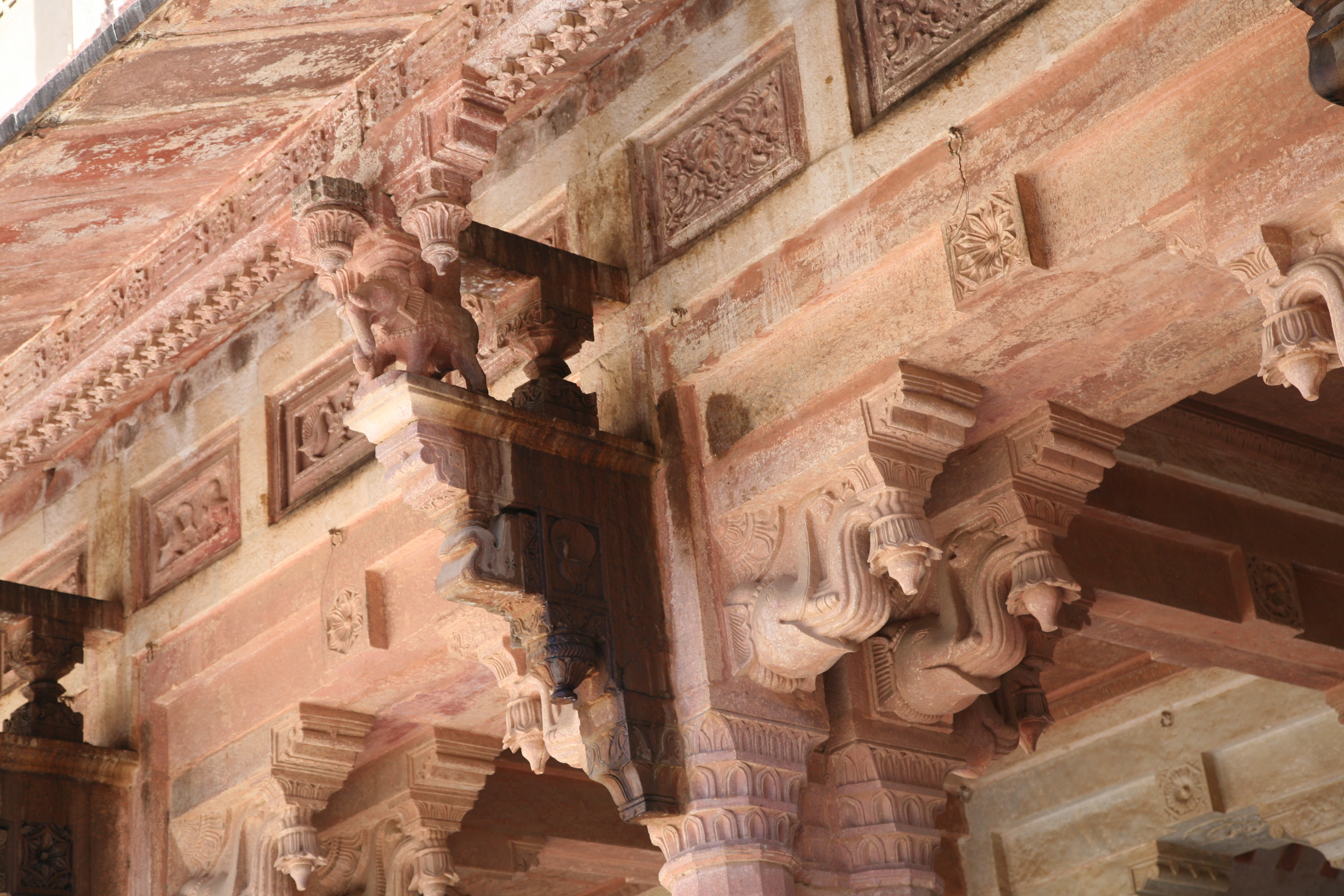
Colunas duplas no Forte Amer
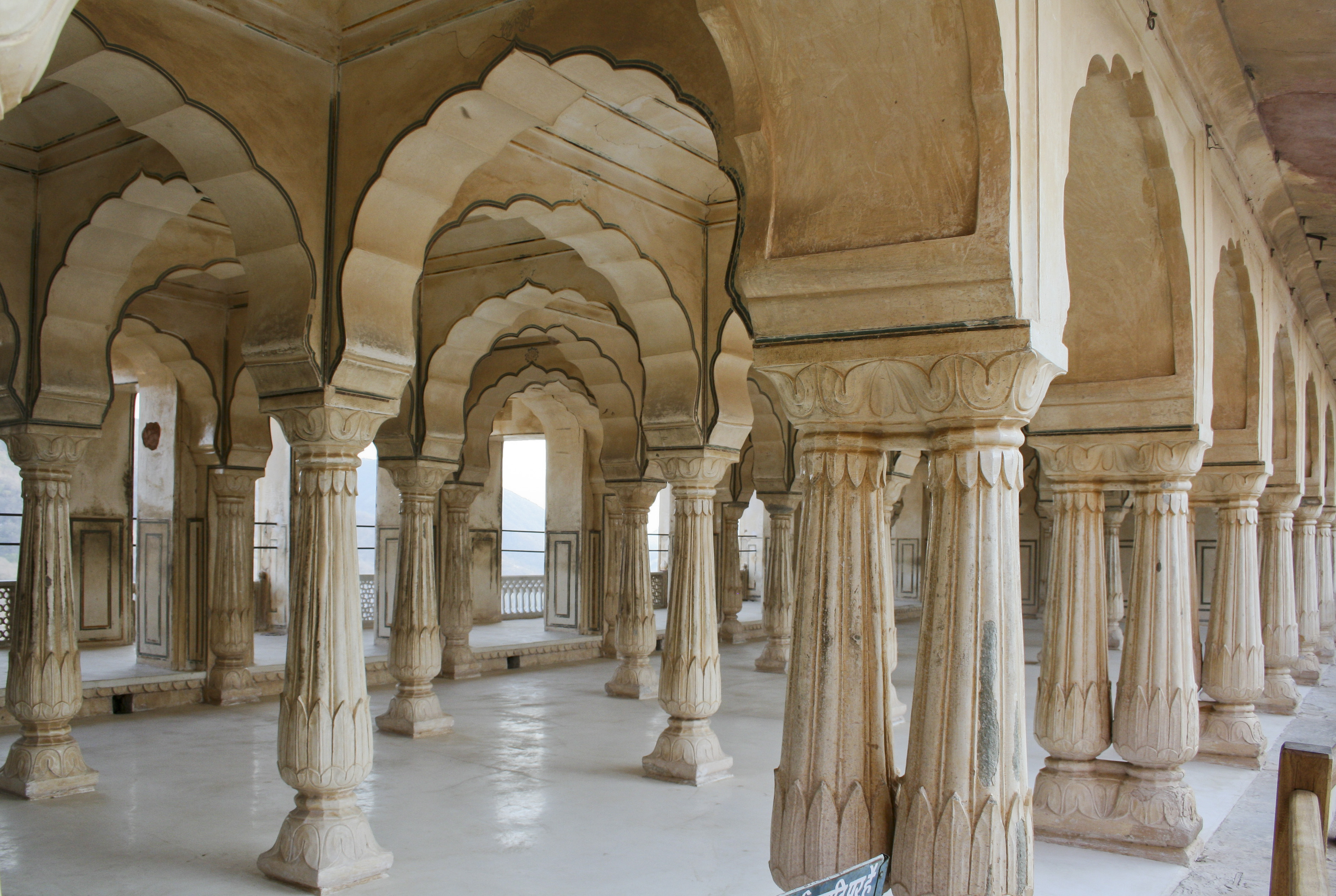
Forte Amer
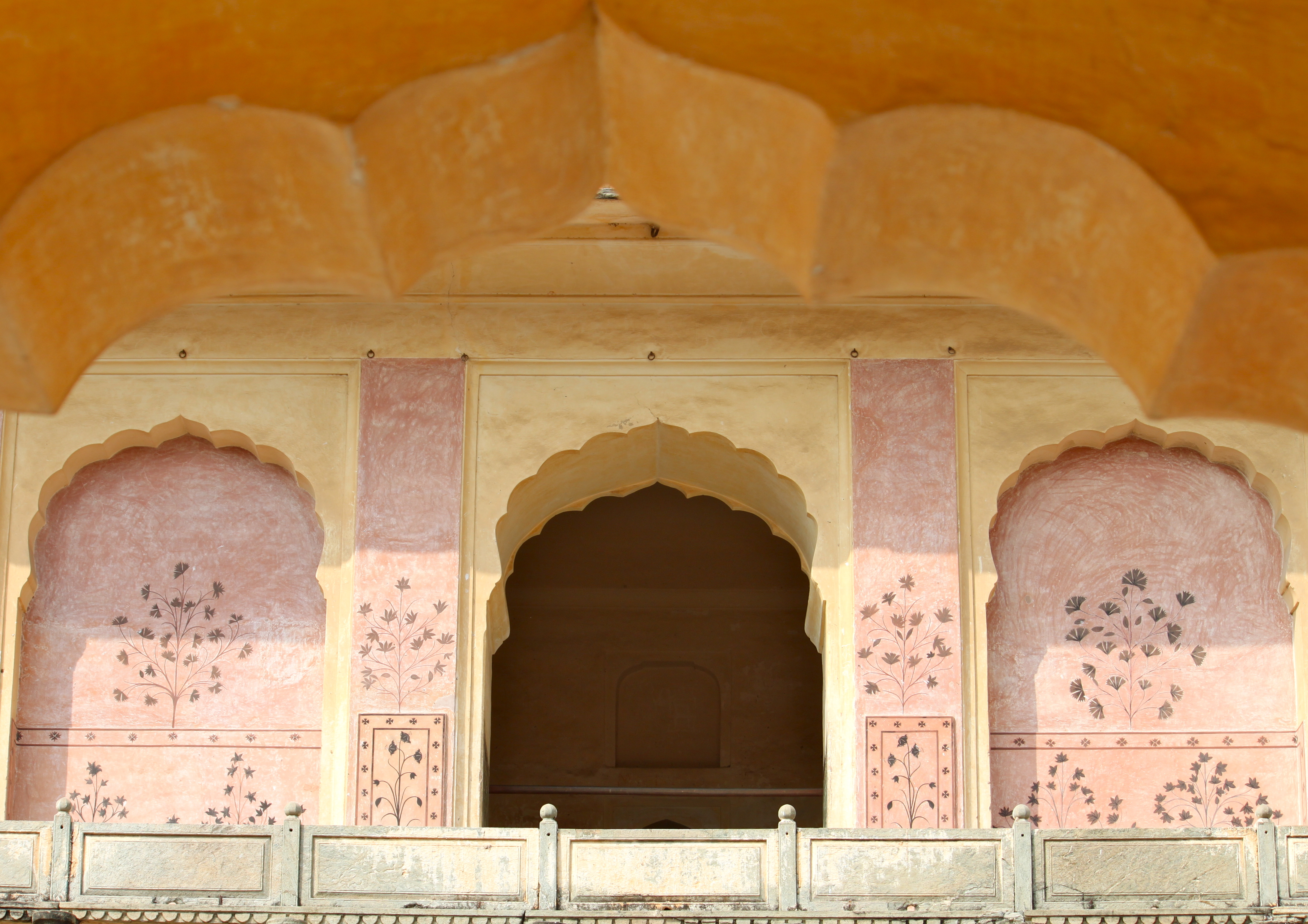
Segundo andar do Forte Amer
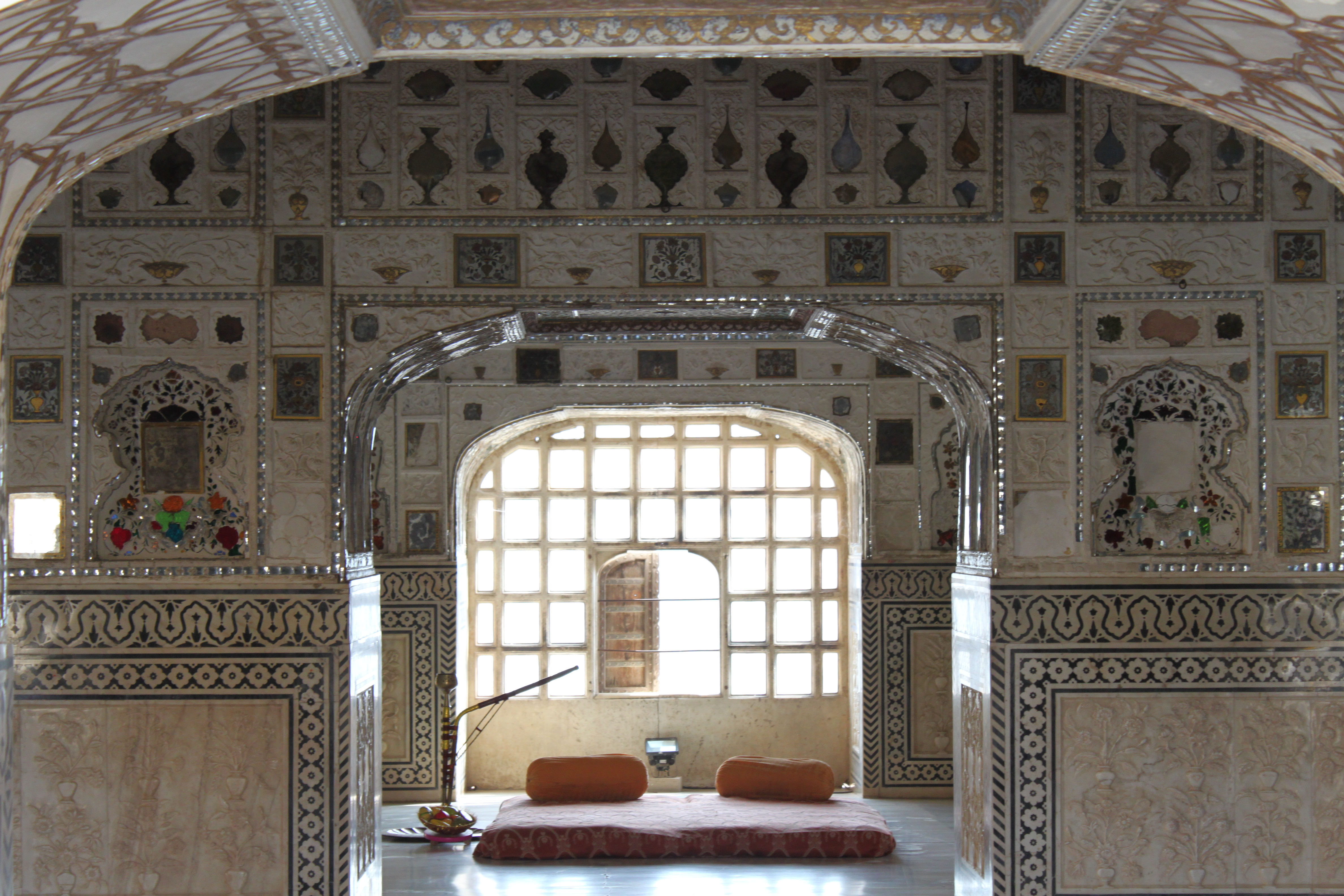
Forte Amer
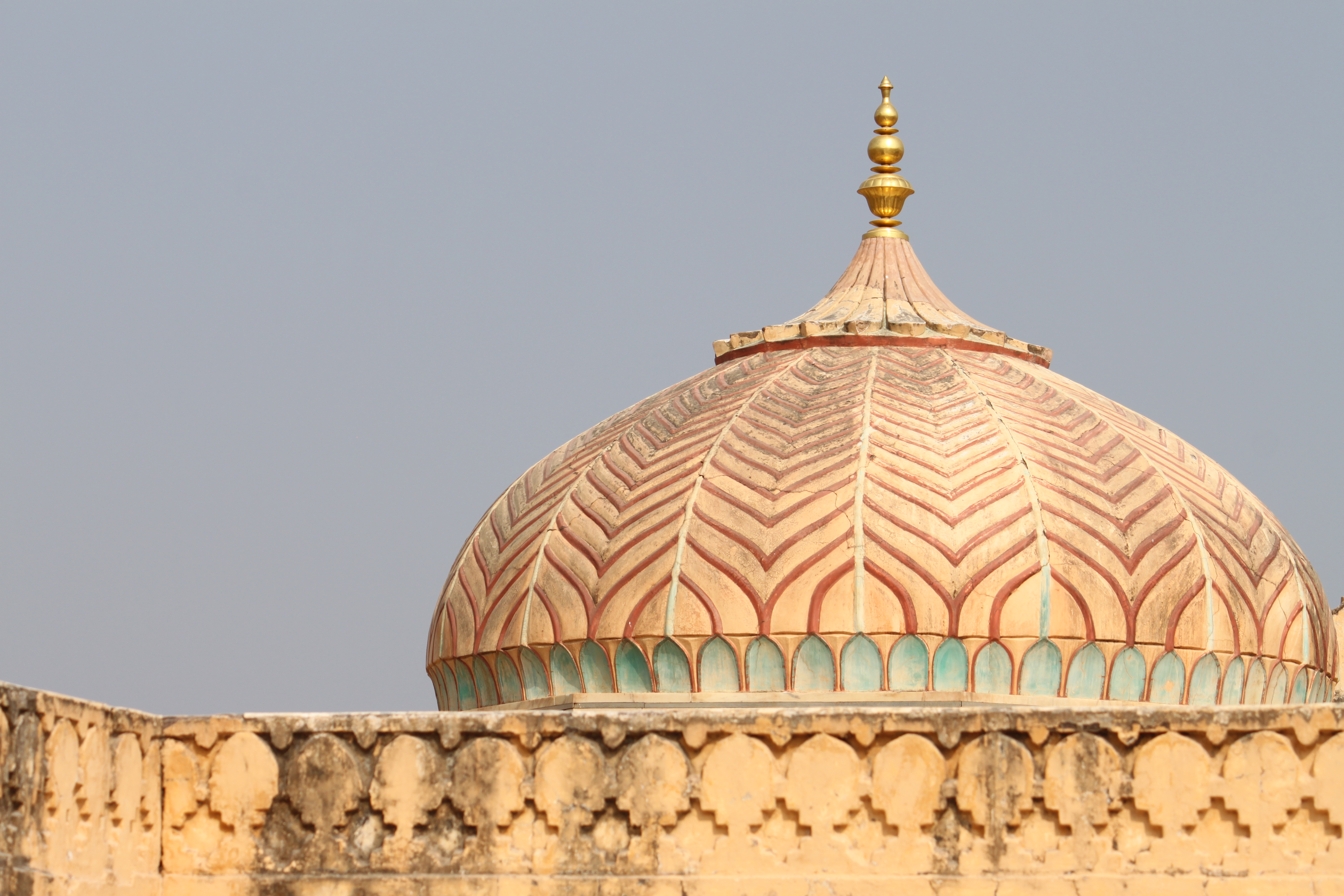
Domo do Forte Amer

## UNESCO
A UNESCO inscreveu os Fortes nas Colinas do Rajastão como Patrimônio Mundial pois "sua arquitetura eclética testemunha o poder do Principado Rajput que floresceu na região entre os Séculos VIII e XVIII"